# Entephria griseicinctata
Entephria griseicinctata är en fjärilsart som beskrevs av Charles Théophile Bruand d’Uzelle 1850. Entephria griseicinctata ingår i släktet Entephria och familjen mätare. Inga underarter finns listade i Catalogue of Life.